# Злая ночь (фильм, 1914)
«Злая ночь» (1914) — художественный немой фильм режиссёра Евгения Бауэра. Фильм вышел на экраны 18 ноября 1914 года. Фильм не сохранился.

## Сюжет
Студент Жорж Виноградов и его невеста Вера влюблены друг в друга. Однако Вера неожиданно кончает жизнь самоубийством. Жорж случайно узнаёт причину самоубийства своей невесты. Виновником её смерти оказывается его приятель Новосельский, домогательств которого не смогла сдержать Вера. Жорж убивает Новосельского на том же месте, где покончила с собой его невеста.

## В ролях
| Актёр          | Роль                     |
| -------------- | ------------------------ |
| Иван Мозжухин  | Жорж Виноградов, студент |
| Мария Куликова | Вера, его невеста        |
| Андрей Громов  | Новосельский             |

## Съёмочная группа
- Режиссёр: Евгений Бауэр
- Оператор: Борис Завелев
- Продюсер: Александр Ханжонков

## Критика
Вскоре после выхода фильма на экраны журнал «Вестник кинематографии» написал: «„Злая ночь“ — пьеса жизненной правды, художественного реализма; творчество, настоящее искусство сквозит в мельчайших деталях захватывающих положений, не говоря уже об обдуманном использовании сюжета, раскрывающего жизнь, как она есть». Положительно оценил фильм рецензент Ф. Машков в журнале «Проектор».
Историк дореволюционного кино Вениамин Вишневский указал, что фильм «Злая ночь» — это «психологическая драма, отмеченная прессой за её жизненность и оригинальную драматургическую композицию».
Историк кинематографа C. Гинзбург высоко оценил фильм и отнёс его к картинам психологического направления.